# Pink Up
《Pink Up》(핑크 업)은 대한민국의 걸 그룹 에이핑크의 6번째 미니 앨범이다. 2017년 6월 26일 로엔엔터테인먼트를 통하여 발매되었다. 타이틀 곡은 〈FIVE〉이다.

## 개요
- 타이틀 곡인 〈FIVE〉는 ‘다섯을 세며 잠시 쉬어가자’는 의미를 담고 있다.[1]
- 수록곡 중 〈Eyes〉는 에이핑크 멤버이자 리더인 박초롱이 작사하였다.

## 수록곡
| #            | 제목             | 작사                   | 작곡                                | 편곡               | 재생 시간 |
| ------------ | ---------------- | ---------------------- | ----------------------------------- | ------------------ | --------- |
| 1.           | 〈FIVE〉         | 신사동호랭이, 범이낭이 | 신사동호랭이, 범이낭이              | 신사동호랭이       | 3:12      |
| 2.           | 〈콕콕〉         | 김진환                 | 김진환                              | 김진환             | 3:29      |
| 3.           | 〈Eyes〉         | 박초롱                 | Command Freaks, Sophia Pae, SHIKATA | Command Freaks     | 3:56      |
| 4.           | 〈좋아요!〉      | e.one                  | e.one                               | e.one              | 3:04      |
| 5.           | 〈Evergreen〉    | 이신성, ZigZagNote     | ZigZagNote, 김선웅                  | ZigZagNote, 김선웅 | 3:36      |
| 6.           | 〈Always〉       | ZigZagNote, 강명신     | ZigZagNote, 강명신                  | ZigZagNote         | 3:01      |
| 7.           | 〈Five〉 (Inst.) |                        | 신사동호랭이, 범이낭이              | 신사동호랭이       | 3:12      |
| 총 재생 시간 | 총 재생 시간     | 총 재생 시간           | 총 재생 시간                        | 총 재생 시간       | 23:30     |

## 수상
FIVE (총 6회)
- 7월 4일 SBS MTV 《더 쇼 시즌5》 1위
- 7월 5일 MBC MUSIC 《쇼 챔피언》 챔피언송
- 7월 8일 MBC 《쇼! 음악중심》 1위
- 7월 11일 SBS MTV 《더 쇼 시즌5》 1위 (2주 연속)
- 7월 12일 MBC MUSIC 《쇼 챔피언》 챔피언송 (2주 연속)
- 7월 15일 MBC 《쇼! 음악중심》 1위 (2주 연속)